# گوستاو اینگوال
گوستاو اینگوال (سوئدی: Gustav Engvall؛ زادهٔ ۲۹ آوریل ۱۹۹۶) یک بازیکن فوتبال اهل سوئد است که در پست مهاجم برای گوتبورگ در لیگ برتر فوتبال سوئد بازی می‌کند.

## تیم ملی
وی همچنین در تیم ملی فوتبال سوئد بازی کرده است.

## افتخارات

### باشگاهی
گوتبورگ
- جام حذفی فوتبال سوئد: ۱۵–۲۰۱۴

### ملی
- جام جهانی فوتبال زیر ۱۷ سال: جایگاه سومی ۲۰۱۳

### شخصی
- پدیده سال لیگ برتر فوتبال سوئد: ۲۰۱۴